# Philip Sidney Whitcombe
Philip Sidney Whitcombe, britanski general, * 1893, † 1989.